# Danilo Dirani
Danilo Dirani (ur. 10 stycznia 1983 w São Paulo) – brazylijski kierowca wyścigowy.

## Kariera
Dirani rozpoczął karierę w wyścigach samochodowych w 2002 roku, od startów w Południowoamerykańskiej Formule 3, gdzie zdobył tytuł wicemistrzowski. Rok później nie miał już sobie równych. W późniejszych latach startował w Brytyjskiej Formule 3, Europejskim Pucharze Formuły 3, Formule Renault 3.5, Champ Car Atlantic Championship oraz w Formule Truck. W Formule Renault 3.5 startował w 2005 roku, jednak nie zdobywał punktów.

## Statystyki
| Sezon | Seria                               | Zespół                            | Wyścigi | PP | Zwycięstwa | Podium | NO | Punkty | Pozycja |
| ----- | ----------------------------------- | --------------------------------- | ------- | -- | ---------- | ------ | -- | ------ | ------- |
| 2002  | Południowoamerykańska Formuła 3     | Cesário Formula                   | 18      | 1  | 2          | 9      | 1  | 189    | 2       |
| 2003  | Południowoamerykańska Formuła 3     | Cesário Formula                   | 18      | 13 | 14         | 16     | 17 | 317    | 1       |
| 2004  | Brytyjska Formuła 3                 | Carlin Motorsport                 | 24      | 3  | 2          | 5      | 3  | 146    | 5       |
| 2004  | Bahrain F3 Superprix                | Carlin Motorsport                 | 1       | 0  | 0          | 0      | 0  | N/A    | NS      |
| 2004  | Europejski Puchar Formuły 3         | Carlin Motorsport                 | 1       | 0  | 0          | 1      | 0  | N/A    | 3       |
| 2004  | Masters of Formula 3                | Carlin Motorsport                 | 1       | 0  | 0          | 0      | 0  | N/A    | 17      |
| 2005  | Brytyjska Formuła 3                 | P1 Motorsport                     | 22      | 1  | 2          | 5      | 0  | 150    | 6       |
| 2005  | Formuła Renault 3.5                 | Victory Engineering               | 2       | 0  | 0          | 0      | 0  | 0      | 44      |
| 2006  | Champ Car Atlantic Powered by Mazda | Condor Motorsports                | 12      | 0  | 0          | 0      | 0  | 178    | 7       |
| 2007  | Stock Car Brasil                    | WB Motorsport                     | 1       | 0  | 0          | 0      | 0  | 0      | NS      |
| 2009  | Fórmula Truck                       | ABF Volvo                         | 10      | 0  | 0          | 1      | 0  | 46     | 12      |
| 2010  | Fórmula Truck                       | DF Motorsport                     | 10      | 2  | 0          | 1      | 1  | 44     | 14      |
| 2011  | Brazylijska Fórmula Truck           | DF Motorsport                     | 7       | 1  | 1          | 1      | 2  | 56     | 8       |
| 2011  | Południowoamerykańska Fórmula Truck | DF Motorsport                     | 3       | 0  | 0          | 2      | 1  | 55     | 2       |
| 2012  | Brazylijska Fórmula Truck           | DF Motorsport                     | 10      | 0  | 0          | 0      | 0  | 13     | 21      |
| 2012  | Południowoamerykańska Fórmula Truck | DF Motorsport                     | 3       | 0  | 0          | 0      | 0  | 4      | 22      |
| 2013  | Południowoamerykańska Fórmula Truck | DF Motorsport                     | 1       | 0  | 0          | 0      | 0  | 0      | NS      |
| 2013  | Fórmula Truck                       | DF Motorsport, ABF Mercedez-Benz  | 2       | 0  | 0          | 0      | 0  | 0      | NS      |
| 2014  | Południowoamerykańska Fórmula Truck | Ticket Car Corinthians Motorsport | 4       | 0  | 0          | 0      | 0  | 24     | 9       |
| 2014  | Fórmula Truck                       | Ticket Car Corinthians Motorsport | 10      | 0  | 0          | 0      | 0  | 55     | 10      |

## Wyniki w Formule Renault 3.5
| Legenda oznaczeń w tabelach wyników Wyświetl szablon na nowej stronie | Legenda oznaczeń w tabelach wyników Wyświetl szablon na nowej stronie                                                                     |
| Oznaczenie                                                            | Wyjaśnienie |
| --------------------------------------------------------------------- | --- |
| Złoty                                                                 | Zwycięzca lub mistrzostwo |
| Srebrny                                                               | 2. miejsce lub wicemistrzostwo |
| Brązowy                                                               | 3. miejsce lub II wicemistrzostwo |
| Zielony                                                               | Ukończył, punktował (w klasyfikacji generalnej, gdy zdobył co najmniej jeden punkt na przestrzeni sezonu, poza trzema powyższymi opcjami) |
| Niebieski                                                             | Ukończył, nie punktował (w klasyfikacji generalnej, gdy nie zdobył co najmniej jednego punktu na przestrzeni sezonu)                      |
| Czerwony                                                              | Nie zakwalifikował się (NZ) |
| Czerwony                                                              | Nie prekwalifikował się (NPK) |
| Różowy                                                                | Nie ukończył (NU) |
| Różowy                                                                | Niesklasyfikowany (NS) (w klasyfikacji generalnej, gdy nie został sklasyfikowany w żadnym wyścigu sezonu)                                 |
| Czarny                                                                | Zdyskwalifikowany (DK) |
| Czarny                                                                | Wykluczony (WYK/EX) |
| Biały                                                                 | Nie wystartował (NW) |
| Biały                                                                 | Kontuzjowany (K/INJ) |
| Biały                                                                 | Wyścig odwołany (OD/C) |
| Bez koloru                                                            | Został wycofany (WYC/WD) |
| Bez koloru                                                            | Nie przybył (NP/DNA) |
| Bez koloru                                                            | Nie brał udziału w treningach (NT/DNP) |
| Bez koloru                                                            | Nie został zgłoszony (–) |
| Pogrubienie                                                           | Start z pole position |
| Kursywa                                                               | Najszybsze okrążenie wyścigu |
| †                                                                     | Nie ukończył, ale jego rezultat został zaliczony ze względu na przejechanie więcej niż 90% dystansu wyścigu.                              |
| *                                                                     | Sezon w trakcie |
| 1/2/3                                                                 | Punktowana pozycja w sprincie kwalifikacyjnym                                                                                             |
| Lista systemów punktacji Formuły 1                                    | |

| Rok  | Zespół              | Wyniki w poszczególnych eliminacjach | Wyniki w poszczególnych eliminacjach | Wyniki w poszczególnych eliminacjach | Wyniki w poszczególnych eliminacjach | Wyniki w poszczególnych eliminacjach | Wyniki w poszczególnych eliminacjach | Wyniki w poszczególnych eliminacjach | Wyniki w poszczególnych eliminacjach | Wyniki w poszczególnych eliminacjach | Wyniki w poszczególnych eliminacjach | Wyniki w poszczególnych eliminacjach | Wyniki w poszczególnych eliminacjach | Wyniki w poszczególnych eliminacjach | Wyniki w poszczególnych eliminacjach | Wyniki w poszczególnych eliminacjach | Wyniki w poszczególnych eliminacjach | Wyniki w poszczególnych eliminacjach | Punkty | Pozycja |
| ---- | ------------------- | ------------------------------------ | ------------------------------------ | ------------------------------------ | ------------------------------------ | ------------------------------------ | ------------------------------------ | ------------------------------------ | ------------------------------------ | ------------------------------------ | ------------------------------------ | ------------------------------------ | ------------------------------------ | ------------------------------------ | ------------------------------------ | ------------------------------------ | ------------------------------------ | ------------------------------------ | ------ | ------- |
| 2005 | Victory Engineering | BEL                                  | BEL                                  | MON                                  | VAL                                  | VAL                                  | FRA                                  | FRA                                  | BIL                                  | BIL                                  | DEU                                  | DEU                                  | GBR                                  | GBR                                  | PRT                                  | PRT                                  | ITA                                  | ITA                                  | 0      | 44      |
| 2005 | Victory Engineering | -                                    | -                                    | -                                    | -                                    | -                                    | -                                    | -                                    | -                                    | -                                    | -                                    | -                                    | NU                                   | 20†                                  | -                                    | -                                    | -                                    | -                                    | 0      | 44      |